# Piazza Lubjanka
Piazza Lubjanka (in russo Лубянская площадь?, Lubjanskaja ploščad’) o semplicemente Lubjanka è una piazza del quartiere Tverskoj di Mosca, che si trova a circa 900 metri a nord-est della Piazza Rossa. 
La prima menzione della piazza risale al 1480, quando il Gran Principe di Mosca Ivan III sistemò nell'area molti degli abitanti di Novgorod che aveva conquistato nel 1471. Questi costruirono la chiesa di Santa Sofia, modellata sulla cattedrale di Santa Sofia di Novgorod, e chiamarono l'area Lubjanka.
La piazza è conosciuta soprattutto per il monumentale Palazzo della Lubjanka, progettato da Aleksandr V. Ivanov e costruito tra il 1897 e il 1898. Inizialmente costruito per la compagnia assicuratrice Rossija, divenne in seguito famoso come sede del KGB e dal 2016 del FSB. 
Tra il 1926 e il 1990 la piazza fu ribattezzata Dzeržinskij in onore del fondatore della Čeka, il servizio di sicurezza sovietico, Feliks Dzeržinskij la cui statua monumentale opera di Evgenij Vučetič è stata eretta nel centro della piazza nel 1958. Nel 1991 la statua fu rimossa dai manifestanti liberali dopo il fallimento del tentativo di colpo di Stato contro Michail Gorbačëv e la piazza riprese il nome originario.
Di fronte all'edificio del FSB si trova il l'imponente Detskij Mir (in russo Детский мир?), il più grande negozio di giocattoli d'Europa, costruito tra il 1953 e il 1957 e completamente restaurato nel 2014, che ospita nel suo atrio principale il Raketa Monumental, l'orologio meccanico con il più grande movimento al mondo.
Il 30 ottobre 1990 l'organizzazione Memorial eresse nella piazza la Pietra Soloveckij, un monumento alle vittime del gulag rappresentato da una semplice pietra del campo di prigionia di Soloveckij nel Mar Bianco.
Sotto la piazza si trova la stazione Lubjanka della metropolitana di Mosca.

## Galleria d'immagini

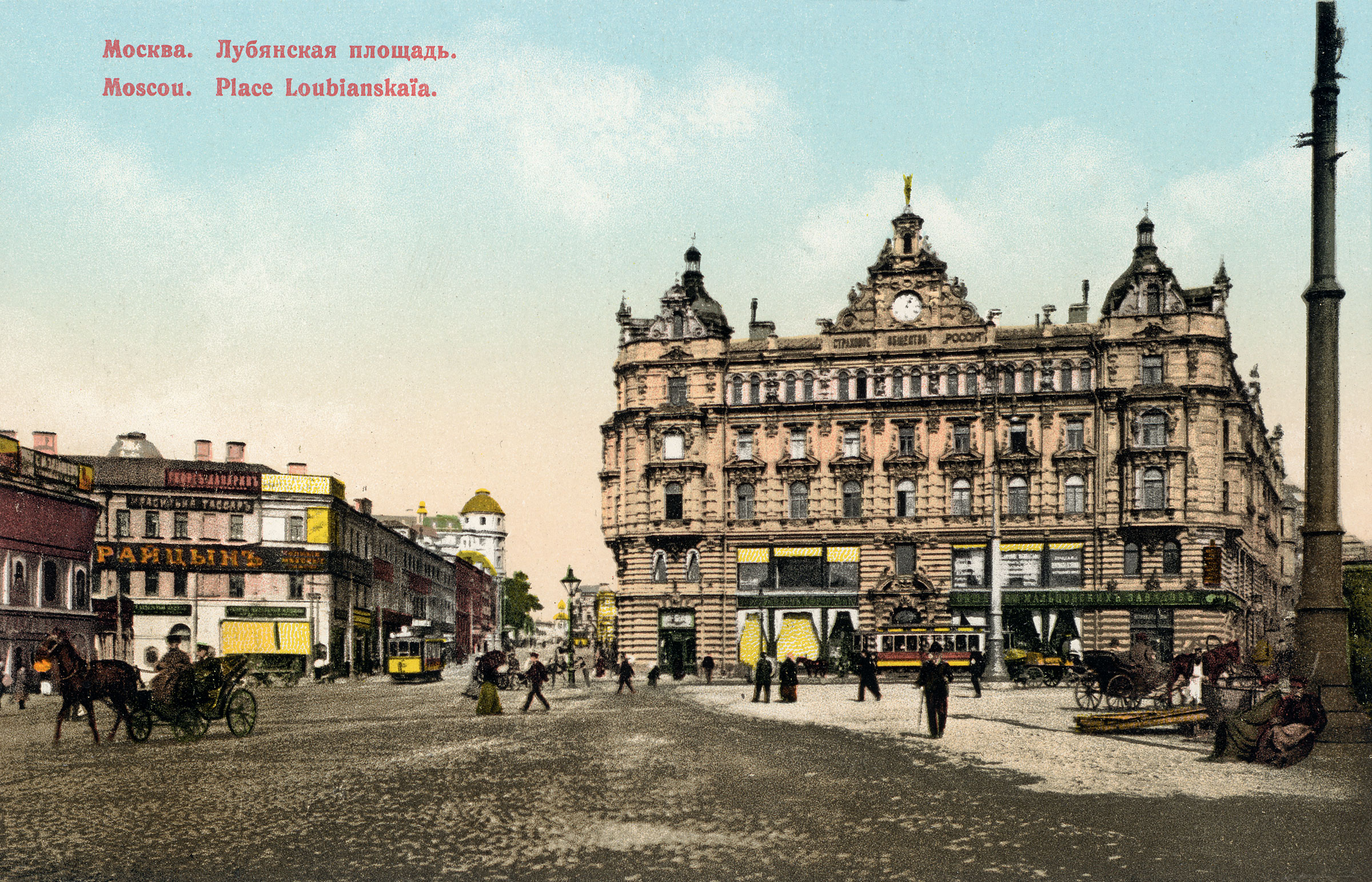
Lubjanka agli inizi del 1900
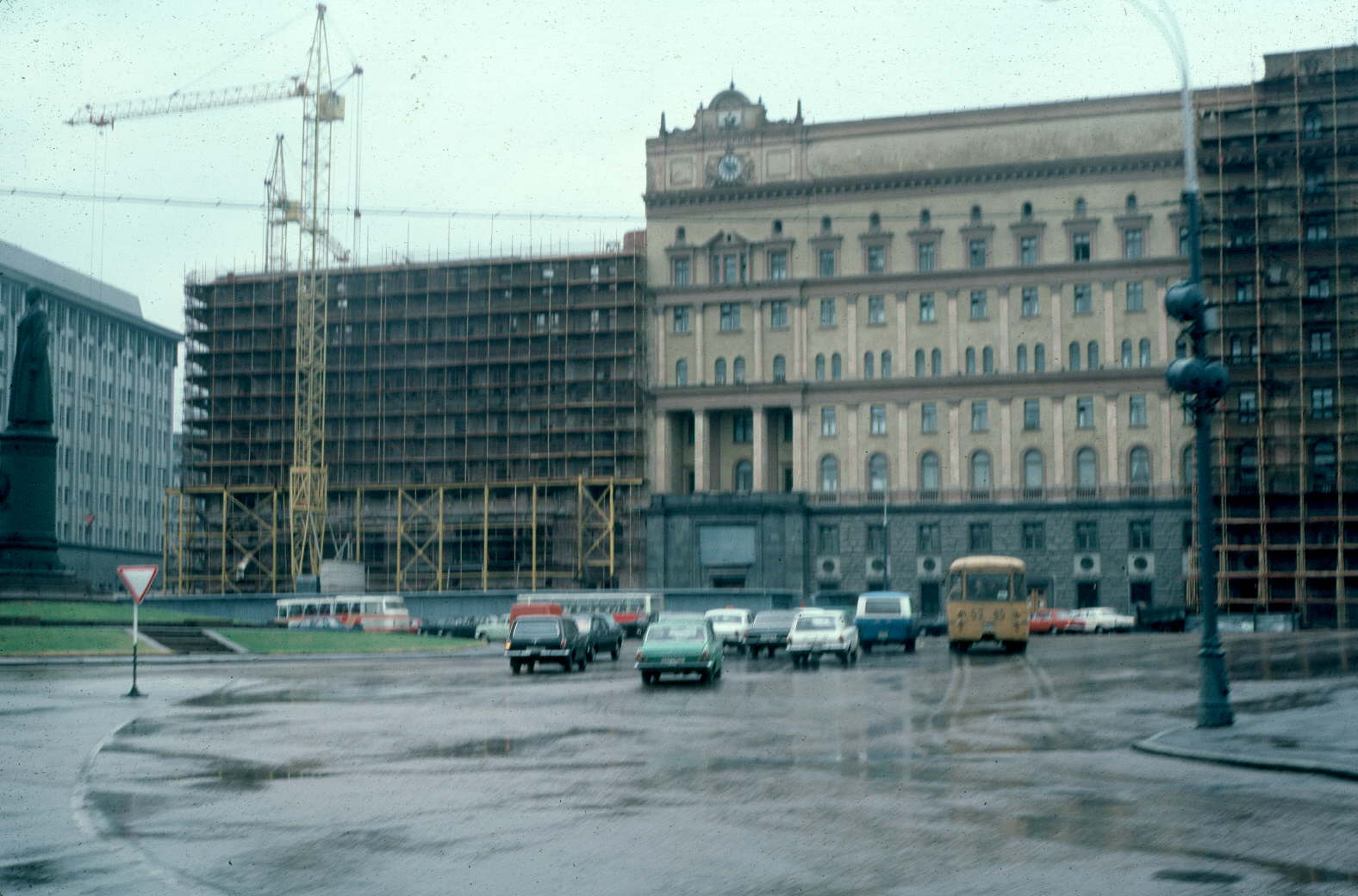
L'edificio del KGB nel 1983
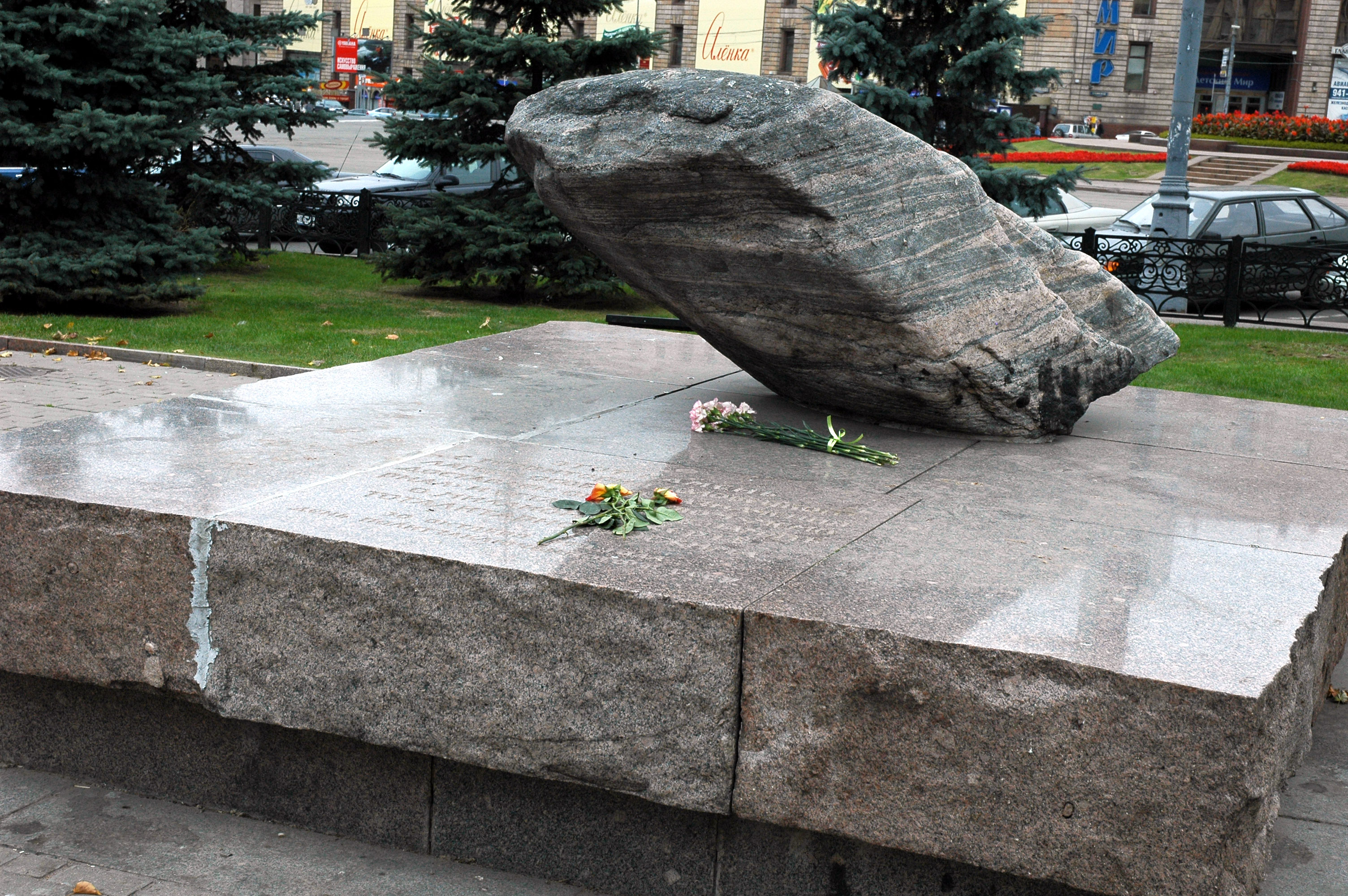
La Pietra Soloveckij